# Green (藤原さくらのアルバム)
『green』（グリーン）は、藤原さくらの2作目のEP。2018年6月13日にSPEEDSTAR RECORDSから発売。

## 概要
メジャーデビューEP『à la carte』以来、3年3ケ月ぶりとなる2枚目のEP盤。パッケージ作品としてもリリースするのはアルバム『PLAY』以来1年1カ月ぶりとなった。
劇場版アニメ『コードギアス 反逆のルルーシュII 叛道』の主題歌「The Moon」を含む全6曲が収録されている。全曲、作詞・作曲を藤原が手がけ、トータルサウンドプロデュースはOvallのメンバーであるmabanuaが担当した。これまでの作品では一曲ごとにプロデューサーが違ったが、今作ではメジャーデビュー後初めて全曲ワンプロデューサーによるトータルプロデュース作品となった。ジャケットデザインのアートワークは藤田二郎が担当した。
「うたっても」はこの作品発売時には書かれていたが、次作『red』に収録された。
本作のアナログ盤が2019年1月16日に次作『red』のアナログ盤、映像作品『『野外音楽会2018』Live at 日比谷野外大音楽堂 20180715』と同時発売された。

## 制作の背景
『green』は、2ndアルバム『PLAY』をリリースしたあと、自分の中で抱えていたものを全部完結させ一区切りをつけ、新しい音楽性を求めて制作された。『PLAY』以降一年以上フィジカルでの作品リリースはしていなく、その一年で「自分が音楽で何をしていきたいのかっていうことに向き合った」と語っている。
『green』は3rdEP『red』との二部作として制作されたEPで、アナログのA面とB面のような2枚でひとつのアルバムとなるような作品として構想された。初夏期にリリースされることもあり「新しい芽が芽吹くようなイメージ」でポジティブでさわやかな作品である。
インタビューでは「第2章の幕開け」という惹句が使用されており、『green』は藤原さくらが新しい音楽的なアプローチを試行し自身の音楽を拡張することを求めて制作されたEPとなった。参加ミュージシャンは藤原とmabanuaの他は、ジャズトランペッターの類家心平とDJ Mitsu the Beats（GAGLE）のみであり、ボーカルとアコースティックギターは藤原が担当し、その他の音はmabanuaが作り上げた。これまでの作品では生音・生楽器にこだわりセッションをしながら作ることが多かったが、今作は4人の音だけで構築された作品である。ヒップホップユニットOvallと共にツアーを回ったり恊働で楽曲を作っていくなかで、打ち込みというアプローチで音楽にトライすること、そしてそういう音楽性が自分に「ハマる」と藤原は考えていた。打ち込みで音をつくること、ヒップホップやソウルなどブラック・ミュージックの要素を自分の音楽に取り入れることは必然的だったと本人は語っている。

## 収録曲
全曲 作詞・作曲：藤原さくら / 編曲：mabanua
1. Dance（3:15）
（リリックサポート：Michael Kaneko）
全英語詞。NHK『世界はほしいモノにあふれてる』エンディングテーマ。
2. Time Flies（3:36）
（リリックサポート：Michael Kaneko）
全英語詞。
3. Sunny Day（3:39）
田中のぞみ監督によるミュージック・ビデオが制作されており[10]、このミュージック・ビデオは、翌年にリリースされた映像作品『『野外音楽会2018』Live at 日比谷野外大音楽堂 20180715』に特典映像として収録されている[11]。
アナログ盤では、この曲までがA面。
4. グルグル（4:05）
5. bye bye（3:10）
（リリックサポート：Michael Kaneko）
全英語詞。
6. The Moon（4:21）
配信限定シングルで、本作で初CD化となった。劇場版アニメ『コードギアス 反逆のルルーシュII 叛道』主題歌。

## 参加ミュージシャン
- 藤原さくら：ボーカル、アコースティック・ギター（＃1,2,4,5）
- mabanua：その他音源、サウンドプロデュース
- 類家心平：トランペット（＃2）
- DJ Mitsu the Beats（GAGLE）：カット（＃4）